# Pseudopsodos fissilata
Pseudopsodos fissilata là một loài bướm đêm trong họ Geometridae.